# Karin Fryxell

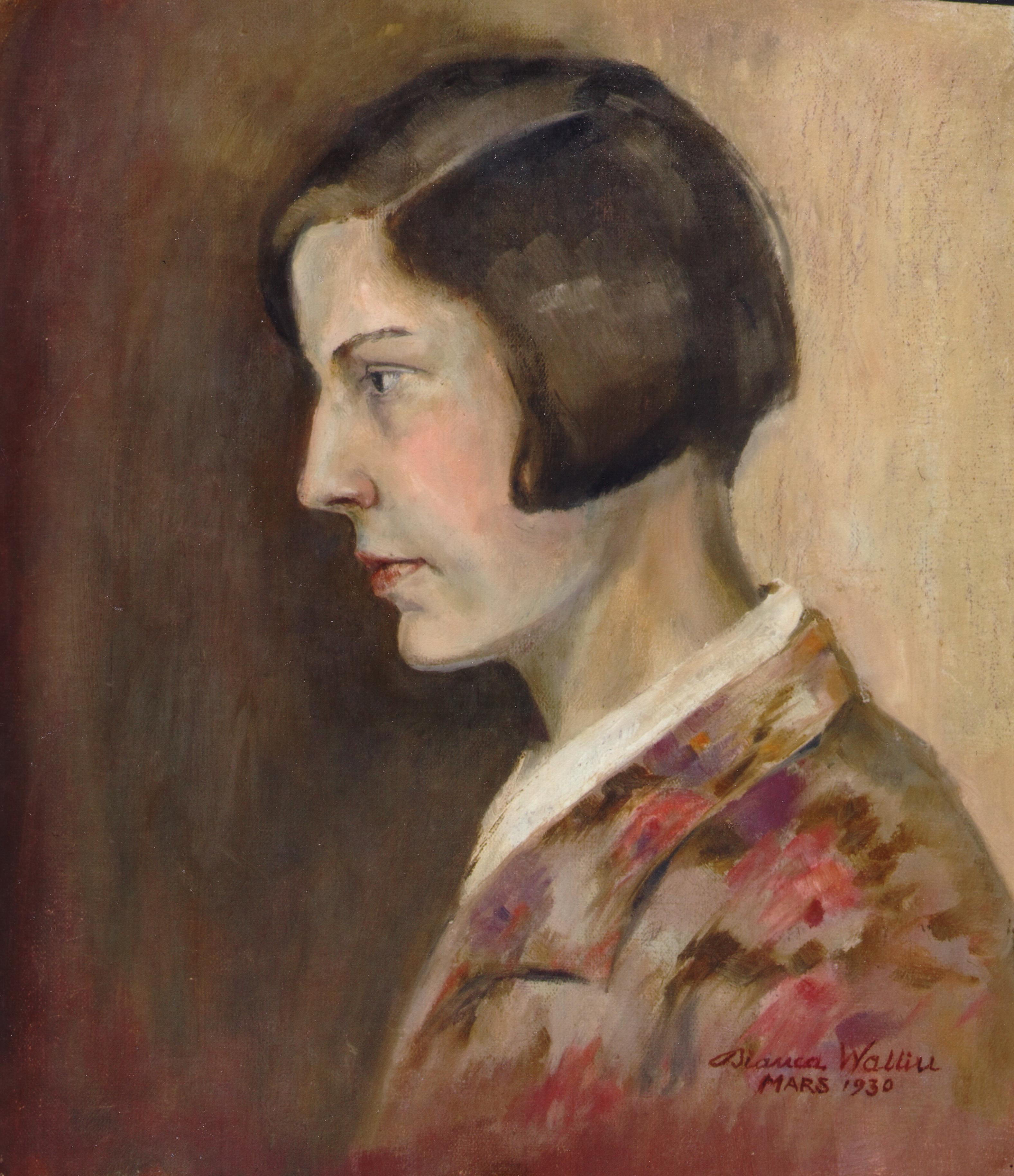
Karin Fryxell i mars 1930 när hon studerade vid konstskolan Edward Berggren och Gottfrid Larssons målarskola i Stockholm. Porträttet är utfört av studiekamraten, konstnären Bianca Wallin (1909–2006), som också studerade vid konstskolan.

Hanna Karin Elsa Fryxell, född 2 december 1911 i Stockholm, död 15 april 2003 i Filipstad, var en svensk konstnär, fotograf och författare och sagoboksförfattare. Det var med böckerna Sotlugg och Linlugg som hon blev känd.

## Familj

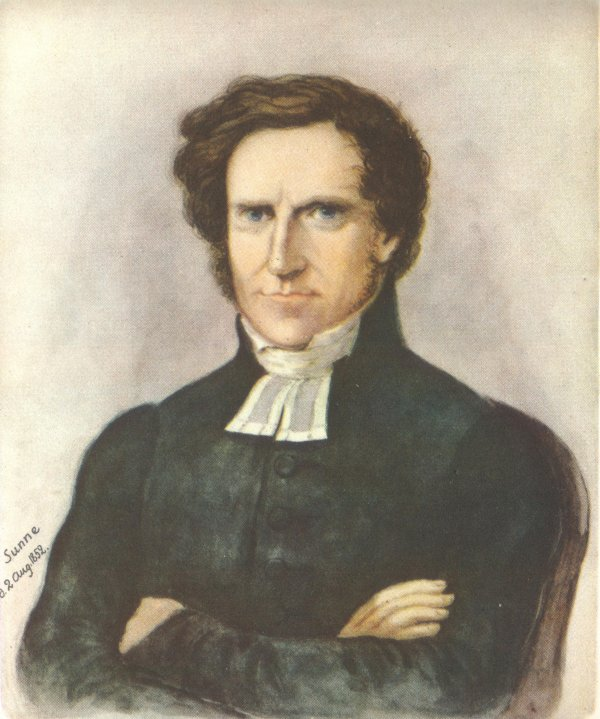
Karin Fryxell skrev biografin Boken om Anders, En värmlandskrönika om Anders Fryxell, som utkom åren 1981-1984. Bilden föreställer Anders Fryxell, akvarell utförd i Sunne 1852 av Alexander Clemens Wetterling.

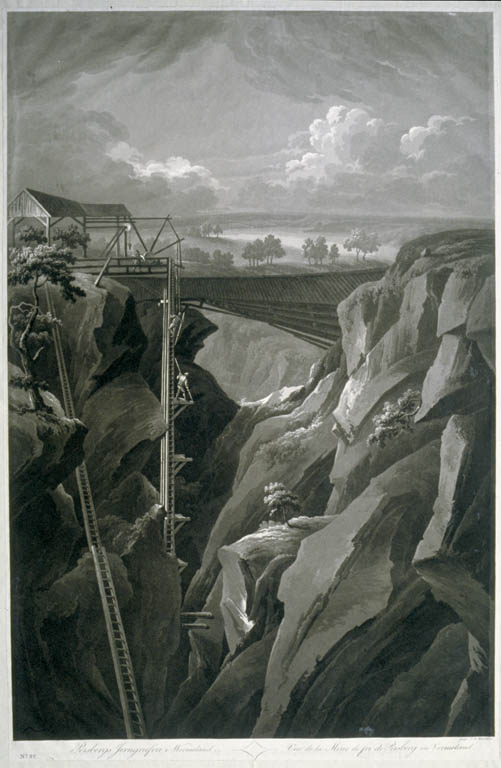
Karin Fryxells morfar Per Öberg var bergmästare i Persbergs gruvor i Filipstads bergslag. Bilder visar Persbergs dagbrott. Akvatint över konturetsning av Johan Fredrik Martin från ca 1800.

Karin Fryxell föddes i Stockholm 1911 och var det tredje och yngsta barnet i familjen. Hon var dotter till generaldirektören i Kommerskollegium Karl Axel Fryxell och hans maka Elsa, född Öberg. Hennes farfar var lantbrukaren och handlaren Elof Fryxell (1832–1890), född i Stockholm och död i Karlstad stadsförsamling och hennes farmor var Johanna Groth (1843–1920), född i Karlstad. Sina rötter hade hon dock sedan många generationer tillbaka på både fädernet och mödernet i Värmland. Karin Fryxell växte upp i Stockholm, men hade hela släkten i Värmland. Hennes morfar var bergmästaren Per Öberg i Persberg, en tätort i Filipstads kommun i Värmlands län. Persberg är ett gammalt gruvsamhälle med järnmalmsbrytning. Samhället ligger 6 km nordöst om Filipstad och Persberg har varit gruvsamhälle sedan medeltiden, den sista gruvan lades ned i slutet av 1970-talet. Hennes farfars far, Anders Fryxell, var kyrkoherde i Sunne församling i Värmland och hävdatecknare, han skrev hela Sveriges historia, och så skrev han texten till "Ack Värmeland, du sköna", Värmlandsvisan.
Karin Fryxell var ogift och hade inga barn. Hon avled 2003, 92 år gammal och hon ligger begravd på Östra begravningsplatsen i Filipstad (Filipstads östra kyrkogård). Hennes efterlevande släktingar donerade 2007 ett drygt fyrtiotal av hennes målningar, teckningar och böcker till Värmlands Museum på Sandgrundsudden i Karlstad. Statens porträttsamling vid Nationalmuseum har ett antal porträtt signerade av henne. Karin Fryxells personarkiv finns bevarat på Värmlandsarkiv i Karlstad. Karin Fryxells konst har visats på ett tjugotal separatutställningar i olika delar av landet, och större verk av henne finns i såväl offentliga som privata samlingar och lokaler på olika håll.

## Studier

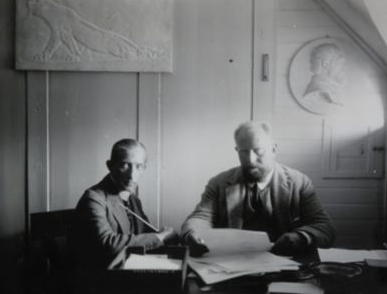
Konstnären Edward Berggren grundade 1920 tillsammans med skulptören Gottfrid Larsson en privat konstskola i Stockholm, "Edward Berggren och Gottfrid Larssons målarskola". Målarskolan drev de tillsammans åren 1920–1932. Skolan startade vid Karlaplan och flyttade sedan till Kungsgatan 28 i Stockholm.

Efter avslutad skolgång kom Karin Fryxell redan som 18-åring kom in på konstskolan, Edward Berggren och Gottfrid Larssons målarskola på Kungsgatan 28, i Stockholm. Där studerade hon under två år, åren 1929–1931. Som lärare där hade hon Edward Berggren i målning, Gottfrid Larsson i skulptur och Akke Kumlien i materiallära.
Hon visade sig vara en lovande porträttmålare och fick därför i början av 1932 resa till Paris för att studera målning under två år. Under åren 1932–1934 studerade hon i tre perioder vid olika konstskolor i Paris. Hon studerade vid de tre konstskolorna Maison Watteau (Skandinaviska målarskolan), Académie de la Grande Chaumière och vid Académie Colarossi. Dessa studier måste hon dock avbryta under sin tredje vistelse i Paris då hon 1934 insjuknade i tuberkulos.

## Måleri
Som konstnär ansågs Karin Fryxell vara en naturromantiker och många motiv präglades också av hennes religiösa engagemang. På grund av att hon i unga år, 1934, drabbades av lungsjukdomen tuberkulos, tvingades hon ge upp konstnärskarriären, men hennes skapande kom att ta en ny inriktning. Hon fick avstå från måleriet under många år. Det tog henne 20 år att bli fri från sjukdomen. 
I mitten av 1930-talet köpte Karin och hennes mamma Elsa en tomt i Filipstad och byggde sig en stuga som kom att bli Karins bostad under sommarhalvåret. Huset som kallas Klinten ligger på Storhöjden, ca 2 kilometer norr om Filipstad.  Huset står kvar som ett besöksmål och ett museum över Karin Fryxells produktiva liv. Ibland ordnas också utställningar där. Klinten i Filipstad var från slutet av 1930-talet Karin Fryxells sommarbostad. Den trolska Bergslagsskogen inspirerade henne till att skapa egna dockor, som hon placerade i olika miljöer och fotograferade. Resultatet kom att bli hela 14 böcker om de små trollen Sotlugg och Linlugg och deras vänner. Karin Fryxell skrev även en rad andra barnböcker och dikter, och hon var också en uppskattad och produktiv konstnär. Liksom Jenny Nyström målade Karin ett stort antal julkort och vykort.
Vid mitten av 1950-talet återupptog hon måleriet efter sina återkommande sanatorievistelser. Det konstnärliga skapandet, tecknandet, målandet och skrivandet fortsatte hon med under hela sin levnad. Måleriet fick en helt annan inriktning än tidigare. Utöver religionen och förhållandet mellan ont och gott, inspirerades hon av den värmländska naturen och kulturen. Karin Fryxell arbetade ofta med samma motiv i olika material och tekniker.
Karin Fryxells hus på Klinten byggdes år 1936. Där uppförde Fryxell också ett kapell och hon fick möjlighet att realisera en dröm, som hon hade redan som barn, att få måla kyrkfönster.

## Sagoboksförfattare och diktare
Redan som femåring skrev hon sina första sagor. För generationer av 1930- och 1940-talister är Karin Fryxell mest känd som författare till sagoböckerna om småtrollen Sotlugg och Linlugg, och det var med de böckerna hon blev känd. Fryxell skrev femton sagoböcker, varav 14 kom ut i tryck under åren 1941–1957. Den första boken var färdig 1941 och liknade ingen annan barnbok. Under de följande sexton åren utkom en bok nästan varje år. Sagor med motiv från tomtar och troll var sedan länge välkända, men att illustrera böckerna med fotografier av de små trollen och andra dockor var något helt nytt. Ingen förläggare vågade satsa pengar på boken, så Fryxell bekostade själv tryckningen. Succén blev omedelbar hos läsare och kritiker och hon jämfördes med både Walt Disney och Döderhultaren. Sagan om småtrollen Sotlugg och Linlugg publicerades i Vecko-Journalen 1941 när boken recenserades där.
De dockor som Fryxell själv hade tillverkat fotograferades med vanlig bälgkamera i de miljöer där äventyren utspelade sig, exempelvis Sotlugg och Linlugg på Skansen. Trollen blev också barnfilm. Om detta arbete berättade Fryxell i en intervju för programmet Tonträff från 1995, då hon var 84 år gammal.
Hon skapade över hundra trolldockor, som fotograferades i olika skogsmiljöer i de natursköna trakterna kring Filipstad. Sagoberättelserna filmades dessutom, redan på 1940-talet. De har också visats på TV. Numera finns trolldockorna i en permanentutställning på Klinten i Filipstad.

## FilmenSotlugg och Linlugg
Filmen om småtrollen Sotlugg och Linlugg gjordes 1948. Regissör och producent var filmfotografen, regissören, manusförfattaren och producenten Sven Thermænius. 16 barnskådespelare medverkade i filmen. Filmen hade Sverigepremiär den 18 december 1948.

## Lyriker
Karin Fryxell publicerade sig även som lyriker i flera diktsamlingar. Vid Klinten skrev hon och målade om vartannat. I mitten av 1950-talet återupptog hon det och kom att ägna sig mycket åt religiösa vandringar i sin konst, och inte bara i bilderna. Ett par diktsamlingar, Ljusvandring (1962) och Jord och ande (1964), bär tydliga spår av hennes gudstro.

## Forskare och släktförfattare
Karin Fryxell var också forskare och skrev om sin berömda släkt. Framför allt skrev hon om sin farfars far historikern Anders Fryxell. I många år, från 1960-talet och framåt, var Karin Fryxell sysselsatt med att skriva den stora biografin om sin farfars far, Boken om Anders, som gavs ut i tre band på vartdera omkring 500 sidor. Biografin, Boken om Anders, En värmlandskrönika om Anders Fryxell av Karin Fryxell, utkom åren 1981–1984, men redan 1964 började hon samla material till böckerna ur bibliotek och museer över hela landet samt från privata samlingar hos släktingar och andra enskilda personer. Det var ett drygt femtioårigt forskningsarbete. Tryckningen och utgivningen av böckerna bekostade hon själv.

## Utställningar
Karin Fryxell hade flera utställningar på olika orter i landet, från Kiruna i norr till Ängelholm i söder. År 2001 hade hon den sista utställningen på nedre våningen i Museet Kvarnen, Ferlinmuseum och galleri, i Filipstad. I november–december 2003 anordnades en minnesutställning på Museet Kvarnen av kulturföreningen "Kulörta Lyktor" med tavlor och dockor.

## Representerad
Karin Fryxells verk om troll, sagoväsen och litterära gestalter pryder många offentliga lokaler. Ett av hennes verk, tavlan Kuddkrig, har en framträdande plats i Filipstads simhall. I kyrkor och församlingshem runt om i Värmland kan man finna hennes målningar.